# Schlettau
Schlettau è una città del libero stato della Sassonia, Germania, nel circondario dei Monti Metalliferi.

## Amministrazione

### Gemellaggi
- Místo, Repubblica Ceca